# رادنی مک
رادنی مک (انگلیسی: Rodney Mack؛ زادهٔ ۱۲ اکتبر ۱۹۷۰) ورزشکار هنرهای رزمی ترکیبی و کشتی‌گیر کشتی حرفه‌ای اهل ایالات متحده آمریکا است.